# Burghard Damerau
Burghard Damerau (* 25. August 1961 in Fahrdorf, Kreis Schleswig; † 5. Juni 2002 in Berlin) war ein deutscher Literaturwissenschaftler und Germanist.

## Leben
Er studierte Philosophie, Germanistik, Allgemeine und Vergleichende Literaturwissenschaft und lehrte nach seiner Promotion ab 1995 an der Freien Universität Berlin Deutsche Literatur – „und zwar so eindringlich, dass viele Studierende ihn fast schwärmerisch verehrten. Er konnte Begeisterung und Euphorie entfesseln und war dabei ein Perfektionist, immer bestens vorbereitet.“
Seine besonderen Forschungsgebiete waren die Literatur des 20. Jahrhunderts, insbesondere österreichische Literatur sowie Analytische Literaturwissenschaft.
Unveröffentlicht sind bis dato seine Tagebücher, die handschriftlich 20 Bände umfassen. Er schrieb auch Gedichte, die seine langjährige Partnerin, die ehemalige Schaubühnen-Aktrice Libgart Schwarz, mehrfach vortrug.
Bei seinem Freitod im Juni 2002 hinterließ er die als Habilitationsschrift konzipierte, vollständig abgeschlossene Studie über die „Wahrheit der Literatur“. Die drei Hauptkapitel der Arbeit widmen sich chronologisch dem 18., 19. und 20. Jahrhundert und werden jeweils mit einer Bilanz der Ergebnisse abgerundet, so dass die Untersuchung mit ihren textnahen Interpretationen Handbuch-Charakter entwickelt.